# Frisco (North Carolina)
|  | Dieser Artikel wurde aufgrund von inhaltlichen Mängeln auf der Qualitätssicherungsseite des Projektes USA eingetragen. Hilf mit, die Qualität dieses Artikels auf ein akzeptables Niveau zu bringen, und beteilige dich an der Diskussion! Eine nähere Beschreibung der zu behebenden Mängel fehlt. |

Frisco ist ein Census-designated place (CDP) in Dare County im Osten des US-amerikanischen Bundesstaates North Carolina. Das U.S. Census Bureau hat bei der Volkszählung 2020 eine Einwohnerzahl von 994 ermittelt.
Frisco liegt auf der Insel Hatteras zwischen den Ortschaften Buxton und Hatteras. Ehemals Trent beziehungsweise Trent Woods genannt, bekam der Ort 1898 im Zuge der Zuteilung einer Postleitzahl den neuen Namen Frisco.

## Tourismus
Die meisten Häuser in Frisco werden in den Sommermonaten an Touristen vermietet. Lediglich in der Winterzeit bilden sesshafte Einwohner die Mehrheit.